# Потворовский, Пётр
Пётр (Тадеуш) Потворовский (пол. Piotr Potworowski; 14 июля 1898 или 14 июня 1898, Варшава — 24 апреля 1962[…] или 24 мая 1962, Познань или Варшава) — польский живописец, график и педагог.

## Жизнь и творчество

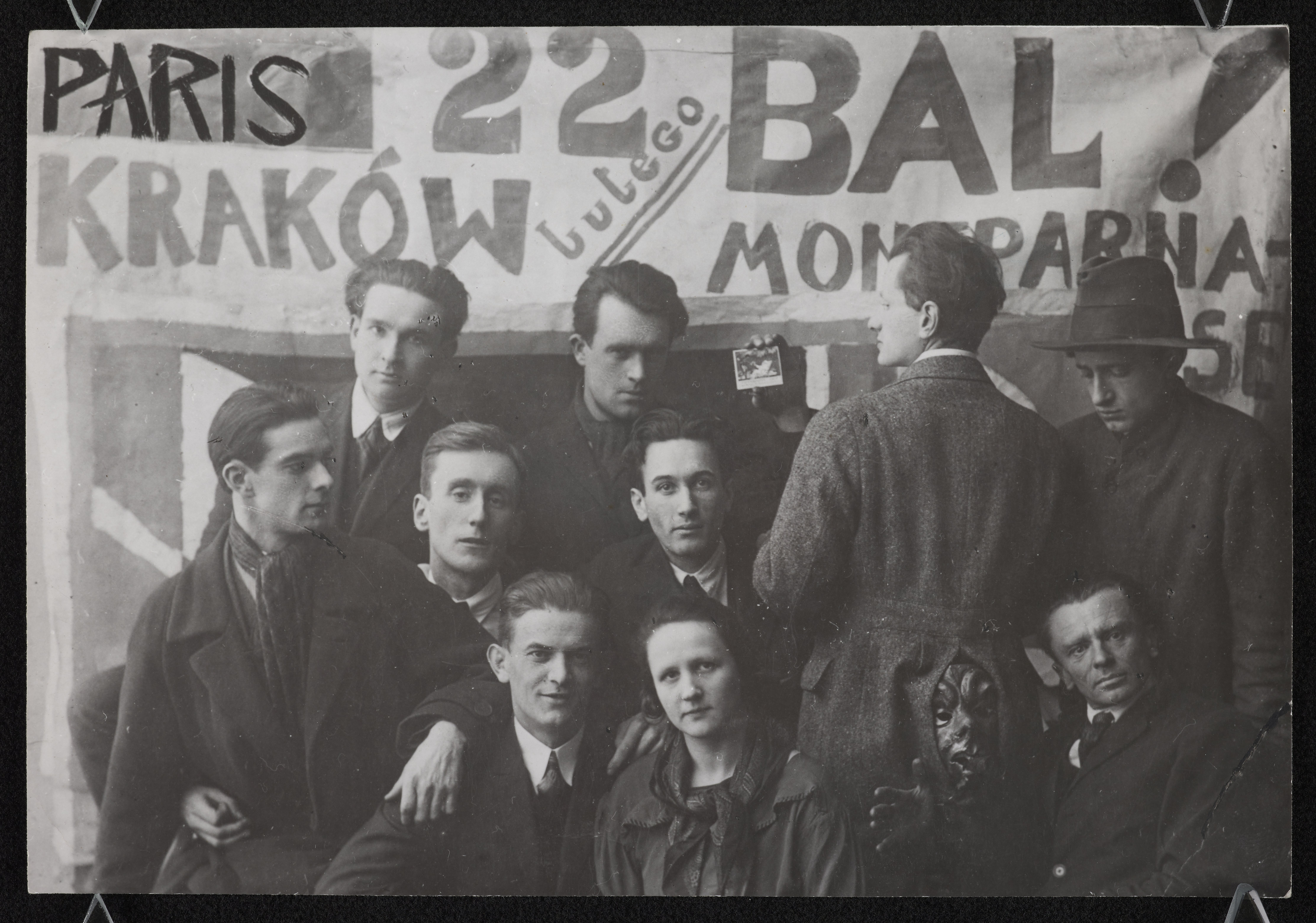
KP в 1925 r. внизу в центре — Ханна Рудцка и Ян Цыбис (слева), Юзеф Чапский (второй ряд в центре), Артур Нахт-Самборский, Зигмунт Валишевский, Пётр Потворовский, Юзеф Ярема

Пётр Потворовский является одним из крупнейших представителей абстрактной живописи в польском искусстве после Второй мировой войны.
Потворовский изучает живопись сперва в Варшаве, а затем учится в Академии изящных искусств в Кракове. В 1915—1918 годах он много путешествует по России. В 1924—1933 годах живёт в Париже и входит в состав парижской группы польских художников Парижский комитет (каписты). «Парижский комитет» являлся ветвью краковской Академии, имевшей целью популяризацию польского искусства в Европе после обретения независимости Польшей.
С 1926 года П.Потворовский серьёзно занимается живописью. В 1937 году он завоёвывает серебряную медаль на парижской Всемирной выставке. В 1939 году едет из Каунаса в Швецию, оттуда во Францию. После занятия последней немецкими войсками, в 1941 году эмигрирует в Англию. Во время пребывания в этой стране у художника вырабатывается свой, особенный стиль писования. Пишет он в основном пейзажи, на которых главная роль отведена распределению красок по полю, иногда — просто расположение цветовых пятен на этих абстрактных картинах. Работы П.Потворовского пользовались в Великобритании большим успехом.
С 1949 года Потворовский — профессор в Академии художеств в Бате. В 1958 он возвращается в Польшу, живёт в Познани. В 1959 году принимает участие в выставке современного искусства документа II в Касселе. В 1960 году представляет Польшу на биеннале в Венеции, где был отмечен премией.